# Elisabeth Magdalena av Pommern

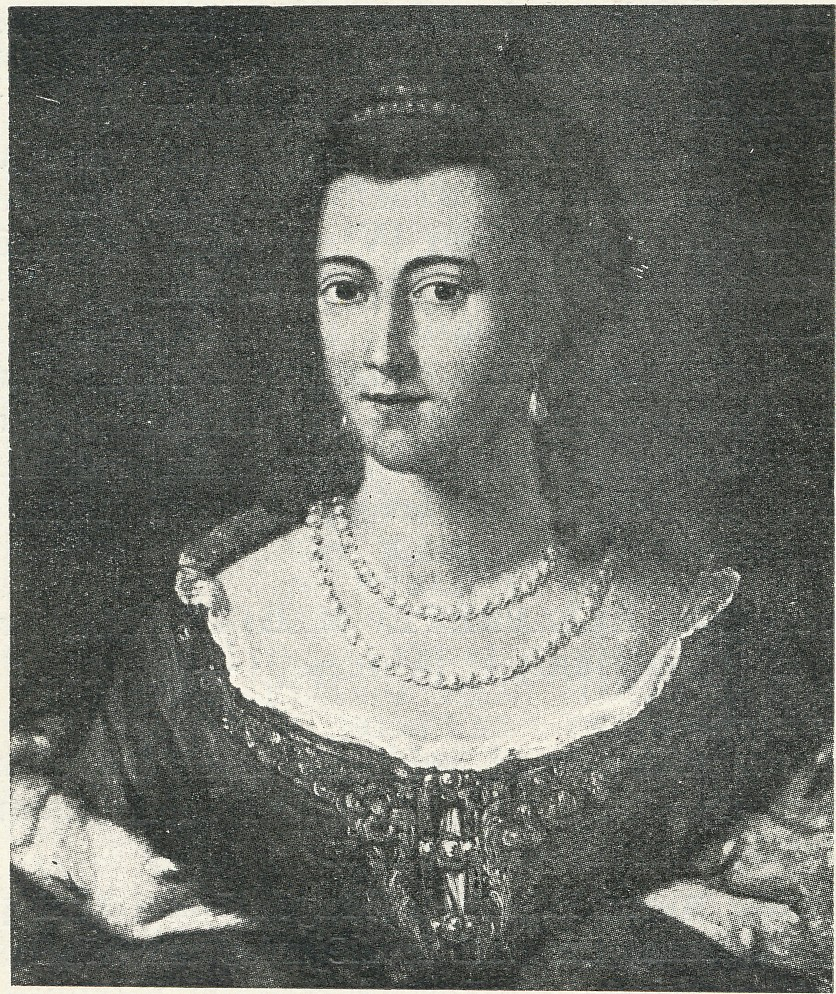
Elisabeth Magdalena av Pommern

Elisabeth Magdalena av Pommern, född 1580, död 1649, var en hertiginna av Kurland, gift 1600 med hertig Fredrik Kettler av Kurland. 
Elisabet Magdalena var sin fars enda barn, och både hennes far och hennes make betraktade därför hennes framtida barn som sin arvtagare. När hon fick ett missfall och efter detta inte längre kunde bli gravid, innebar det därför en stor politisk besvikelse som placerade henne i en ömtålig situation. Hennes make irriterades också av att hon umgicks för mycket med hans bror och medregent. Hon lämnade Kurland efter några års äktenskap och återvände inte förrän under de sista åren av sitt liv.